# Quotiënt van Rayleigh
Het quotiënt van Rayleigh is een scalaire functie van een vectoriële veranderlijke die kan gebruikt worden om uit geschatte eigenvectoren de eigenfrequenties te schatten van een conservatief natuurlijk systeem {\displaystyle M{\ddot {q}}+Kq=0}. Het quotiënt van Rayleigh is gedefinieerd door {\displaystyle R(q)={\frac {q'Kq}{q'Mq}}}.  Het Rayleighquotiënt is opgesteld door de Engelse natuurkundige John Rayleigh.

## Afleiding
Beschouw een conservatief natuurlijk systeem met {\displaystyle m} vrijheidsgraden:
{\displaystyle M{\ddot {q}}+Kq=0}.
Zij {\displaystyle q(t)=e_{i}\sin(\omega _{i}t+\phi _{i})} de {\displaystyle i}-de modus, dan geldt: 
{\displaystyle -\omega _{i}^{2}Me_{i}+Ke_{i}=0}.
Voorvermenigvuldigen met {\displaystyle e_{i}'} geeft {\displaystyle \omega _{i}^{2}e_{i}'Me_{i}=e_{i}'Ke_{i}}. 
En dus {\displaystyle \omega _{i}^{2}={\frac {e_{i}'Ke_{i}}{e_{i}'Mei}}}.
Uit deze laatste betrekking kan men de eigenfrequentie {\displaystyle \omega _{i}} berekenen als men de eigenvector {\displaystyle e_{i}} kent. Een fysische interpretatie van deze uitdrukking is
{\displaystyle {\frac {1}{2}}e_{i}'Ke_{i}={\frac {1}{2}}\omega _{i}^{2}e_{i}'Me_{i}}.
Hierin is het rechterlid de maximale potentiële energie en het linkerlid de maximale kinetische energie wanneer het systeem oscilleert in de {\displaystyle i}-de modus.